# جیسون گوسمان
جیسون گوسمان (اسپانیایی: Jeison Guzmán‎؛ زادهٔ ۸ اکتبر ۱۹۹۸) بازیکن بیس‌بال اهل جمهوری دومینیکن است.
وی در مسابقات کشوری و بین‌المللی در مجموع برندهٔ ۱ مدال برنز شده‌است.